# ژان-مارک فراری
ژان-مارک فراری (به فرانسوی: Jean-Marc Ferreri) بازیکن فوتبال و هافبک اهل فرانسه است که از سال ۱۹۸۲ تا ۱۹۹۰ میلادی عضو تیم ملی فوتبال فرانسه بوده‌است. وی در ۳۷ بازی ملی حضور داشته است و در بازی‌های ملی‌اش ۳ گل به ثمر رساند.